# 곤도 아미 (유도 선수)
곤도 아미(일본어: 近藤 亜美, 1995년 5월 9일~)는 일본의 전직 유도 선수이다. 2016년 하계 올림픽에서 여자 엑스트라라이트급 은메달을 획득했으며, 2014년 세계 선수권 대회에서 엑스트라라이트급 우승을 차지했다.